# Rio Bărbulețu (Dâmbovița)
O Rio Bărbuleţu é um rio da Romênia afluente do Rio Alb, localizado no distrito de Dâmboviţa.